# Peter Loy Chong
Peter Loy Chong (né le 30 janvier 1961 à Namata) est un archevêque catholique fidjien, à la tête de l'archidiocèse de Suva depuis 2012. Il préside le conseil permanent de la Conférence épiscopale du Pacifique depuis 2018.

## Biographie
Loy Chong naît à Namata, près de Natovi, un petit port de la province de Tailevu, aux Fidji. Il est ordonné prêtre le 11 janvier 1992 par Petero Mataca, archevêque de Suva. Le 19 décembre 2012, il est nommé archevêque par Benoît XVI. Il reçoit la consécration par son prédécesseur le 8 juin 2013.